# Metachrostis dardouini
Metachrostis dardouini là một loài bướm đêm trong họ Erebidae.